# Cella – Letöltendő élet
A Cella – Letöltendő élet 2023-as magyar krimisorozat, amit Csillag Mano rendezett. A főbb szerepekben Jankovics Péter, Réti Adrienn, Schmidt Sára, Jászberényi Gábor és Pásztor Dániel látható.
A sorozatot 2023. március 20-án mutatta be a Duna.

## Ismertető
A sorozat 8 börtön történetet mesél el, különböző  évekből. 1849-ben két szabadságharcos, 1944-ben egy fiatal cselédlány, 1959-ben egy mérnök, 1990-ben Zsuzsa, 1992-ben egy bűnöző, 2010-ben Patrik, 2020-ban Eszter és 2050-ben egy gépekkel szocializálódott fiatal életét ismerhetjük meg

## Szereplők
| Szerep             | Színész                 | Leírás                                                                                |
| 1959               | 1959                    | 1959                                                                                  |
| ------------------ | ----------------------- | ------------------------------------------------------------------------------------- |
| Vértes Kálmán      | Jankovics Péter         | Mérnök, aki halálos ítélet kapott, de szabadulhat, ha a rendszernek kezd el dolgozni. |
| Bekő               | Fábián Gábor            | Rendőrezredes, ahol Kálmánt őrzik.                                                    |
| Lakatos Tibor      | Bercsényi Péter         | Kálmán cellatársa.                                                                    |
| Krekács            | Király Dániel           | Rendőr, aki Kálmánt felügyeli.                                                        |
| 2020               |                         |                                                                                       |
| Rudolf Eszter      | Réti Adrienn            | Elitélt, aki a beteg lánya megölése miatt került börtönbe.                            |
| Noémi              | Marczinka Bori          | Eszter beteg lánya.                                                                   |
| Petra              | Herczeg Adrienn         | Eszter cellatársai.                                                                   |
| Regina             | Mészáros Piroska        | Eszter cellatársai.                                                                   |
| 1944               |                         |                                                                                       |
| Halász Sára        | Schmidt Sára            | Cselédlány, aki lopás miatt került börtönbe.                                          |
| Gyuri              | Dékány Barnabás         | Börtönőr, aki szerelmes Sárába.                                                       |
| Armand             | Orosz Ákos              | Nyilas tiszt, aki nőket erőszakol meg.                                                |
| 1992               |                         |                                                                                       |
| Zsurka Milán       | Jászberényi Gábor       | Kezdő bűnöző, az olajmaffia tagja.                                                    |
| Levi               | Krisztik Csaba          | Milán korábbi barátja, aki Milán miatt ül börtönben.                                  |
| Bartos             | Sághy Tamás             | Nyomozó.                                                                              |
| Zalai Gábor        | Ódor Kristóf            | Korrupt nyomozó.                                                                      |
| 2010               |                         |                                                                                       |
| Zsurka Patrik      | Pásztor Dániel          | Milán fia.                                                                            |
| Iván               | Mechle Christian        | Patrik volt barátja, aki Patrik miatt ül börtönben.                                   |
| 1990               |                         |                                                                                       |
| Kollár Zsusza      | Járó Zsuzsa             | Elitélt, aki megmenekült a halálbüntetés elől.                                        |
| Bencsik Anna       | Mentes Júlia            | Börtönpszichológus.                                                                   |
| 1849               |                         |                                                                                       |
| István             | Fellinger Domonkos      | Három testvér, akik az osztrákok fogságába esnek.                                     |
| Ferkó              | Hajdu Tibor             | Három testvér, akik az osztrákok fogságába esnek.                                     |
| Matyi              | Rákos Olivér            | Három testvér, akik az osztrákok fogságába esnek.                                     |
| Berger             | Horváth Lajos Ottó      | Osztrák rendőr.                                                                       |
| 2050               |                         |                                                                                       |
| Fiatal fiú         | Kenéz Ágoston           | Fiatal fiú, akit 20 évig egy operációs rendszer nevelt.                               |
| Anyuka             | Szamosi Zsófi           | A fiú anyja, aki a posztapokaliptikus helyzet miatt kénytelen volt magára hagynia.    |
| 2012427-es rab     | Nagypál Gábor           | Elitélt, aki a posztapokaliptikus világ miatt nem tudott börtönbe vonulni.            |
| Operációs rendszer | Kovács Zsuzsanna (hang) | A börtön mesterséges intelligenciája.                                                 |

### További szereplők
- Bach Zsófi – Luca
- Balázs Andrea – Puszedli
- Bárdi Gergő – Zolika
- Bernáth Dénes – rendőr
- Brunner Levente – Tóbi
- Buza Tímea – Judit
- Cseke Attila – sofőr
- Dorsoczky Lóránd – gyerek Ferkó
- Durkó Zoltán – börtönőr
- Farkas Franciska – Kanalas Aranka
- Fehérvári Péter – Pali
- Fekete Róbert – Csipa
- Formán Bálint – Dobó őrmester
- Gaál Dániel – börtönőr
- Gál Tamás – László
- Horkay Barnabás – Szabados őrmester
- Lovas Dániel – apa
- Máhr Ágnes – Erzsébet, Vértes anyja
- Merényi Erik Noel – gyerek Matyi
- Molnár Mór – gyerek István
- Nagyidai Gergő – Kolos
- Noé Viktor – börtönőr
- Pál András – Lajos
- Pataki Ferenc – Ferenc
- Olt Tamás – Kádár János
- Rajkai Zoltán – Toci
- Rátóti Zoltán – Korloljov
- Simon Zoltán – Torony
- Sipos Vera – Bea
- Szabó Simon – Robot
- Szandtner Anna – Annamária
- Tóth Auguszta – Ilona
- Trokán Péter – Fater
- Valiszka László – ügyész
- Varga Balázs – ügyvéd
- Viktor Balázs – Tibor
- Zoltán Áron – császári katona

## Epizódok
A sorozat premierje 2023. március 20-án volt a Dunán.
| Sor. | Év. | Cím  | Rendező      | Író                  | Premier           | Nézettség |
| ---- | --- | ---- | ------------ | -------------------- | ----------------- | --------- |
| 1.   | 1.  | 1959 | Csillag Mano | Vörös András         | 2023. március 20. |           |
| 2.   | 2.  | 2020 | Csillag Mano | Várkonyi Zoltán      | 2023. március 27. |           |
| 3.   | 3.  | 1944 | Csillag Mano | Horváth András Dezső | 2023. április 3.  |           |
| 4.   | 4.  | 1992 | Csillag Mano | Vörös András         | 2023. április 17. |           |
| 5.   | 5.  | 2010 | Csillag Mano | Várkonyi Zoltán      | 2023. április 24. |           |
| 6.   | 6.  | 1990 | Csillag Mano | Várkonyi Zoltán      | 2023. május 1.    |           |
| 7.   | 7.  | 1849 | Csillag Mano | Horváth András Dezső | 2023. május 8.    |           |
| 8.   | 8.  | 2050 | Csillag Mano | Veres Attila         | 2023. május 15.   |           |

## A sorozat készítése
2020 októberben a Nemzeti Filmintézet több film és sorozat gyártását támogatta, köztük akkor még Cellamesék címen futó sorozatot, amit Vecsernyés János rendezne. Az első előzetest 2023. február 21-én tették közzé, akkor kiderült, hogy az új címe Cella – Letöltendő élet és a rendezője Csillag Mano lett.